# Lethosesthes nigerrima
Lethosesthes nigerrima är en skalbaggsart som beskrevs av Snellen Van Vollenhoven 1864. Lethosesthes nigerrima ingår i släktet Lethosesthes och familjen Cetoniidae. Inga underarter finns listade i Catalogue of Life.